# Ševětín
Ševětín (en allemand : Schewetin, précédemment : Schebetin) est un bourg (městys) du district de České Budějovice, dans la région de Bohême-du-Sud, en République tchèque. Sa population s'élevait à 1 377 habitants en 2023.

## Géographie
Ševětín se trouve à 16 km au nord-nord-est de České Budějovice et à 110 km au sud de Prague.
La commune est limitée par Drahotěšice et Neplachov au nord, par Mazelov à l'est, par Lišov au sud, et par Vitín à l'ouest .

## Histoire
La première mention écrite de la localité date de 1352. Ševětín a le statut de městys depuis le 11 novembre 2008.

## Galerie

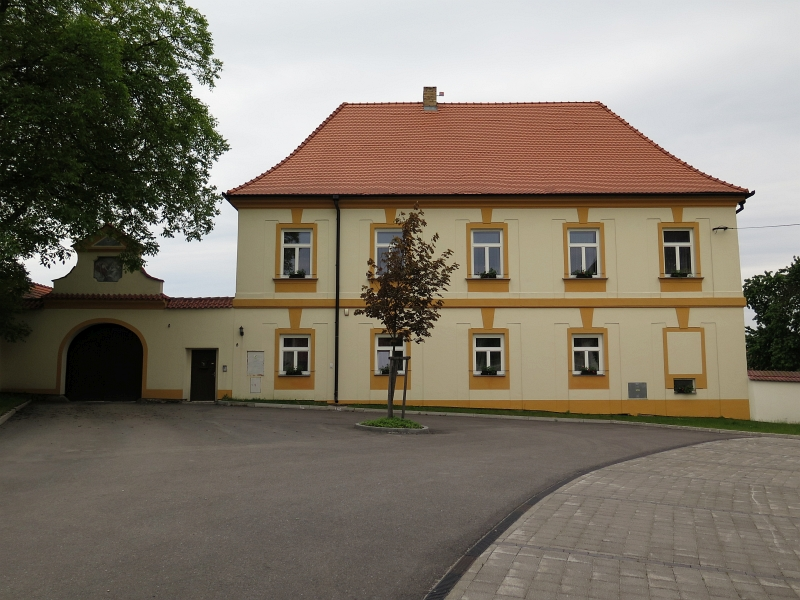
Maison à Ševětín.
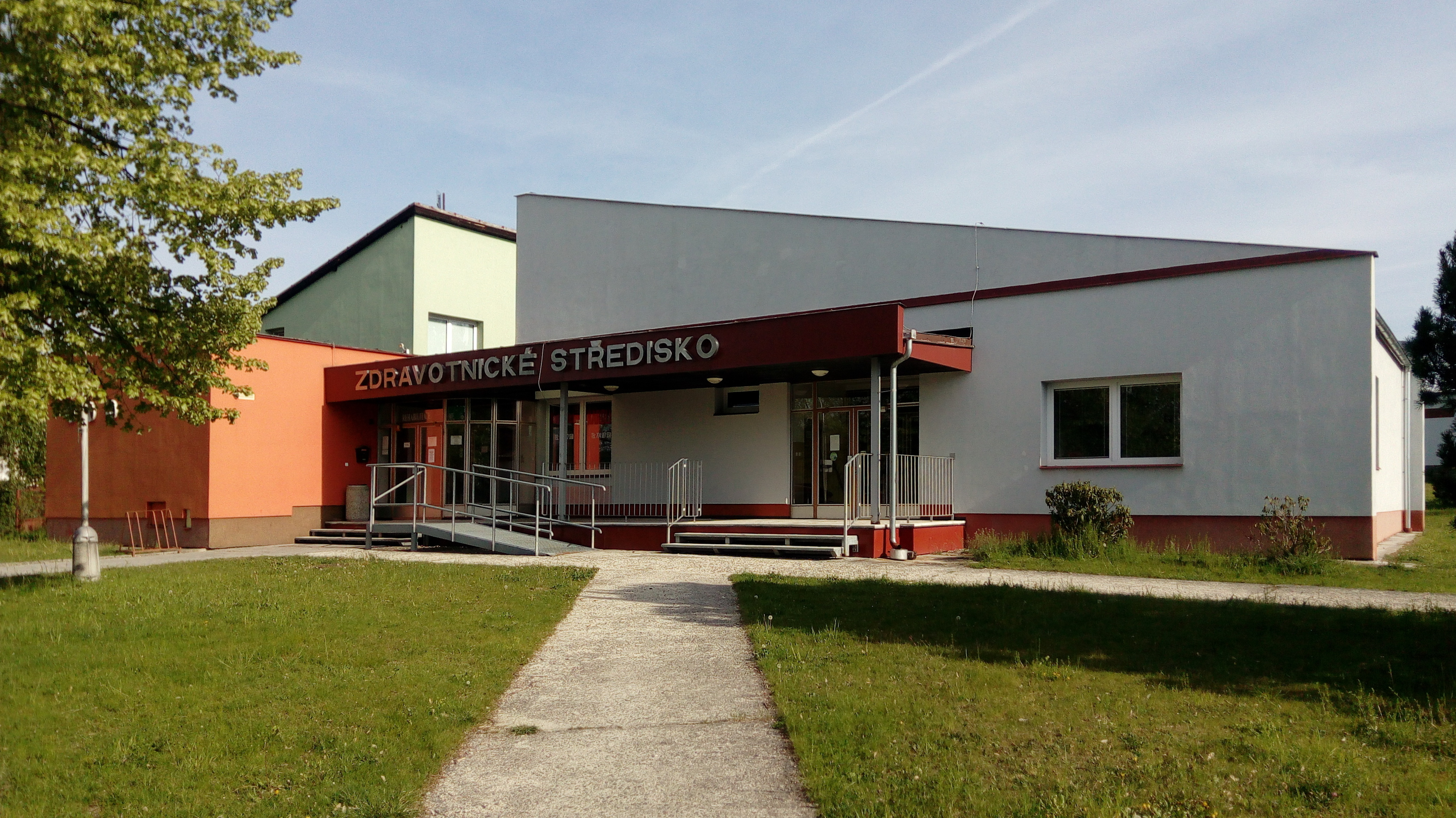
Centre médical.

## Transports
Par la route, Staré Hodějovice se trouve à 17 km de České Budějovice et à 145 km de Prague.